# EPEX SPOT
Pour les articles homonymes, voir Spot.
 (octobre 2012).
La bourse européenne de l’électricité EPEX SPOT SE est une bourse de l’électricité au comptant (spot) pour l'Allemagne, l'Autriche, la Belgique, le Danemark, la Finlande, la France, la Grande-Bretagne, le Luxembourg, la Norvège, les Pays-Bas, la Pologne, la Suède et la Suisse.

## Description
EPEX SPOT SE est une société de droit européen basée à Paris avec des bureaux à Amsterdam (Pays-Bas), Berlin (Allemagne), Berne (Suisse), Bruxelles (Belgique), Londres (Royaume Uni) et Vienne (Autriche). Elle gère les marchés spot de l’électricité pour le négoce au comptant en Allemagne, Autriche, Belgique, Danemark, Finlande, France, Grande-Bretagne, Luxembourg, Norvège, aux Pays-Bas, en Suède et en Suisse; l’Allemagne et le Luxembourg formant une zone de prix unique. Depuis le 4 mai 2015, EPEX SPOT détient à 100 % le groupe APX, qui opère les marchés spot de l’électricité en Belgique (par le biais de Belpex), aux Pays-Bas et au Royaume-Uni.

## Histoire

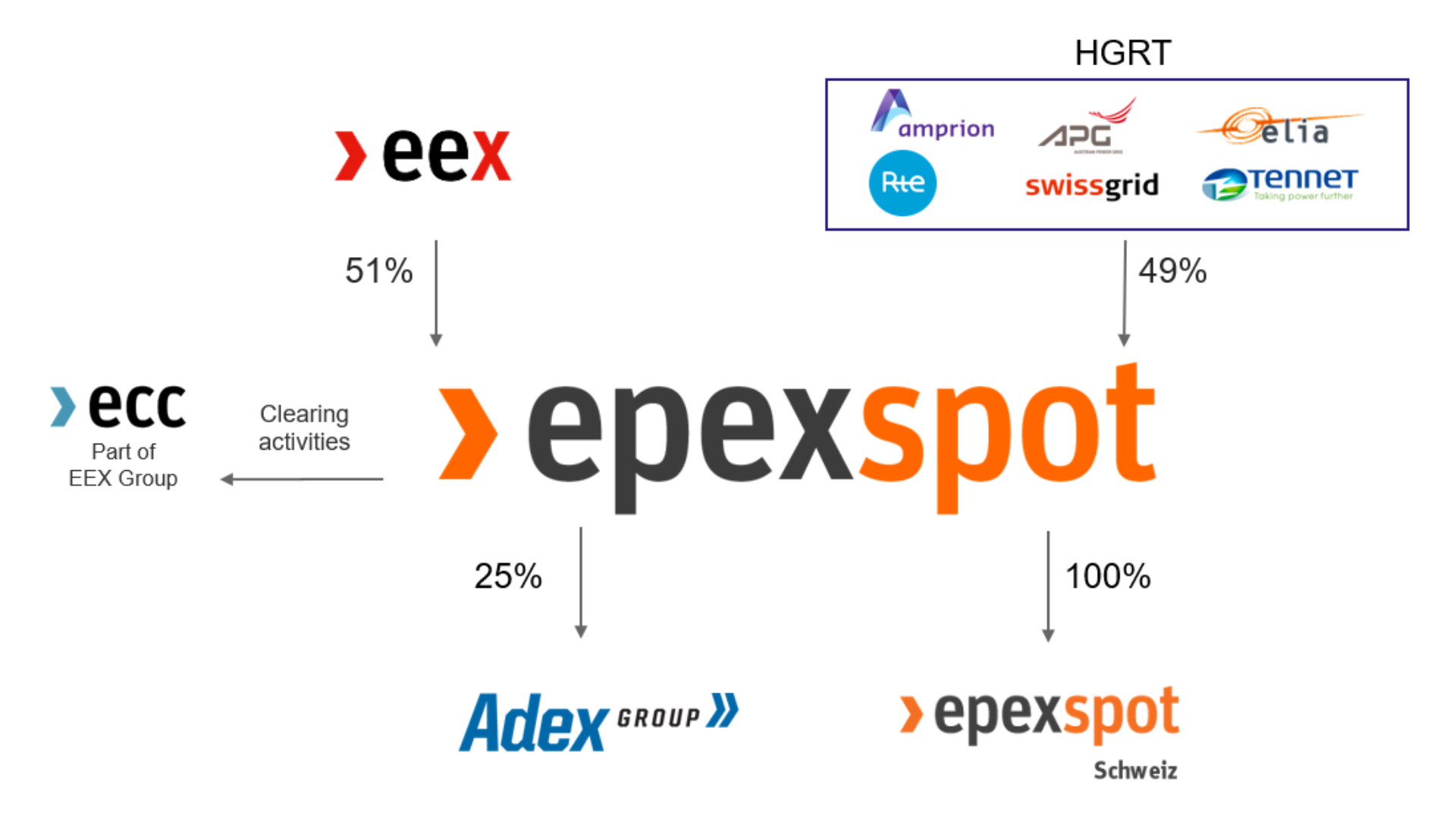
Shareholder Structure EPEX SPOT

EPEX SPOT est créé en 2008 par la fusion des marchés spot de l’électricité des bourses de l’énergie Powernext et European Energy Exchange.
En 2020, EPEX SPOT est détenu par EEX (51%) et les gestionnaires de réseaux de transport, organisés en une holding : HGRT, composée de RTE, Elia (en), Amprion, APG, Swissgrid et TenneT, qui détiennent 49 % des parts sociales.
EPEX SPOT est l’une des parties prenantes du Couplage unique de marché journalier (Single Day-Ahead Coupling) qui connecte les marchés à hauteur de 95 % de la consommation européenne d’électricité. EPEX SPOT opère également les marchés hongrois et irlandais pour le compte des bourses de l’électricité HUPX et SEMOpx. De plus, EPEX SPOT fournit ses services de couplage de marché par les prix à trois des quatre bourses de l’électricité du 4M Market Coupling englobant la République tchèque, la Hongrie, la Slovaquie et la Roumanie,.
En 2019, EPEX SPOT compte plus de 300 membres et environ 200 salariés.

## Gouvernance
EPEX SPOT SE est une entreprise à système de gouvernance dualiste. Les actionnaires nomment un conseil de surveillance composé d’acteurs du secteur de l’énergie européen, qui élit un directoire et approuve la stratégie de l’entreprise. Le conseil de surveillance soutient le travail effectué par EPEX SPOT sur l’intégration du marché européen de l’électricité et prend en compte le nombre croissant de partenariats à l’échelle européenne et internationale.
Un Exchange Council composé par des membres de marché a été mis en place en tant qu’organe indépendant afin de garantir des règles de gouvernance de pointe. 26 membres et 4 invités permanents se réunissant tous les trimestres reflètent équitablement la diversité des profils économiques et institutionnels existants parmi les membres de marché, qui sont issus de secteurs variés.
EPEX SPOT détient à 100% une filiale en Suisse, EPEX SPOT Schweiz AG.

## Trading
En 2020, le volume d’électricité négocié sur les marchés d’EPEX SPOT s’est élevé à 615 térawatts-heures (TWh).

### Marchés Day-Ahead
EPEX SPOT gère les marchés électriques Day-Ahead pour l'Allemagne/Luxembourg, l'Autriche, la Belgique, le Danemark, la Finlande, la France, la Grande-Bretagne, la Norvège, les Pays-Bas, la Pologne, la Suède et la Suisse. Ces marchés Day-Ahead, pour une livraison d'électricité le jour suivant, sont organisés par enchère, appariant une fois par jour les courbes de l’offre et de la demande et fixant ainsi les prix de manière anonyme, transparente et sûre. Les membres du marché entrent leurs ordres pour des quantités horaires d’électricité dans le carnet d’ordres qui ferme à 11 heures du matin en Suisse et à midi pour tous les autres marchés. EPEX SPOT calcule les courbes de l’offre et de la demande et leur intersection pour chaque heure du jour suivant. Les résultats sont publiés à partir de 9h30 GMT (Grande-Bretagne), 11h10 (Suisse) et de 12h55 (tous les autres marchés).

### Couplage de marchés
À l'exception de la Suisse et de la Grande-Bretagne, tous les marchés Day-Ahead d'EPEX SPOT font partie du Couplage unique de marché journalier. Il connecte les marchés de 27 pays européens grâce à une solution de couplage par les prix visant à optimiser l’utilisation des capacités entre ces pays, augmentant le bien-être social de l’ensemble de ces marchés.

### Marchés infra-journaliers (Intraday)
EPEX SPOT gère également les marchés infra-journaliers pour l'Allemagne/Luxembourg, l'Autriche, la Belgique, le Danemark, la Finlande, la France, la Grande-Bretagne, la Norvège, les Pays-Bas, la Suède et la Suisse. Les marchés infra-journaliers sont organisés en négociation continue – les ordres des membres de marché sont entrés dans le carnet d’ordre sans interruption. Dès que deux ordres sont compatibles, ils sont exécutés. Les contrats pour des quantités horaires d’électricité peuvent être négociés jusqu’à 5 minutes avant livraison physique. Le système de négociation des matières premières utilisé par EPEX SPOT, M7 (ComXerv), permet d’avoir des transactions transfrontalières simultanées sur la bourse et en OTC grâce à sa connexion à la plateforme de capacité gérée par les gestionnaires de réseaux de transport.
À l'exception de la Suisse et de la Grande-Bretagne, tous les marchés infra-journaliers d'EPEX SPOT font partie du Couplage de marché unique infra-journalier (Single Intraday Coupling),.

### Contrats quart d'heure
En décembre 2011, EPEX SPOT introduit les contrats quart d’heure sur le marché continu infra-journalier en Allemagne. Ces contrats facilitent la négociation de sources intermittentes et permettent de gérer les variations intra-horaires de production et de consommation. Avec le lancement du marché infra-journalier en Suisse, les contrats quart d’heure sont étendus à ce marché.
En décembre 2014, EPEX SPOT lance une enchère pour les contrats quart d’heure sur le marché infra-journalier allemand afin de fournir un signal prix fiable tous les quarts d’heure. Cette enchère, qui a lieu à 15h, offre un outil permettant aux responsables d’équilibre d’affiner leur portefeuille au quart d’heure près en cas d’augmentation de production et d’écart de prévision. Ce faisant, le signal prix des contrats quart d’heure contribue à l’augmentation de la flexibilité et, dans le même temps, incite à la stabilisation du système,. En 2017, EPEX SPOT introduit des contrats 30-minutes sur les marchés Intraday continus français, allemand et suisse. Ces contrats sont créés pour gérer des challenges en matière de flexibilité de manière efficace, et pour aider les participants du marché à gérer leurs besoins d’équilibre envers le gestionnaire de réseau de transport français.

## Intégration avec le groupe APX
En avril 2015, EPEX SPOT et le groupe APX ont annoncé l’intégration de leurs activités afin de constituer une bourse de l’électricité en Europe du Centre Ouest (CWE, englobant l'Allemagne, la France, l’Autriche, la Belgique, les Pays-Bas, le Luxembourg et la Suisse) et au Royaume-Uni. Cette intégration a réduit les barrières de négociation de l’électricité dans la région CWE et UK. Les membres de marché bénéficient des systèmes de négociation harmonisés, d’un seul règlement et un seul processus d’admission pour toute la région, réduisant les frais de négociation et les barrières d’entrée pour les nouveaux membres. Ils auront de plus accès à un éventail plus large de produits et bénéficieront de ce qu’il y a de mieux en matière de normes et de service client. De façon générale, cette intégration a eu pour conséquence une gouvernance plus efficace et facilite davantage la création d’un marché de l’électricité unique en Europe, tout à fait conforme aux objectifs du cadre réglementaire européen pour les marchés de l’électricité.